# Plaques de matrícula d'Alberta

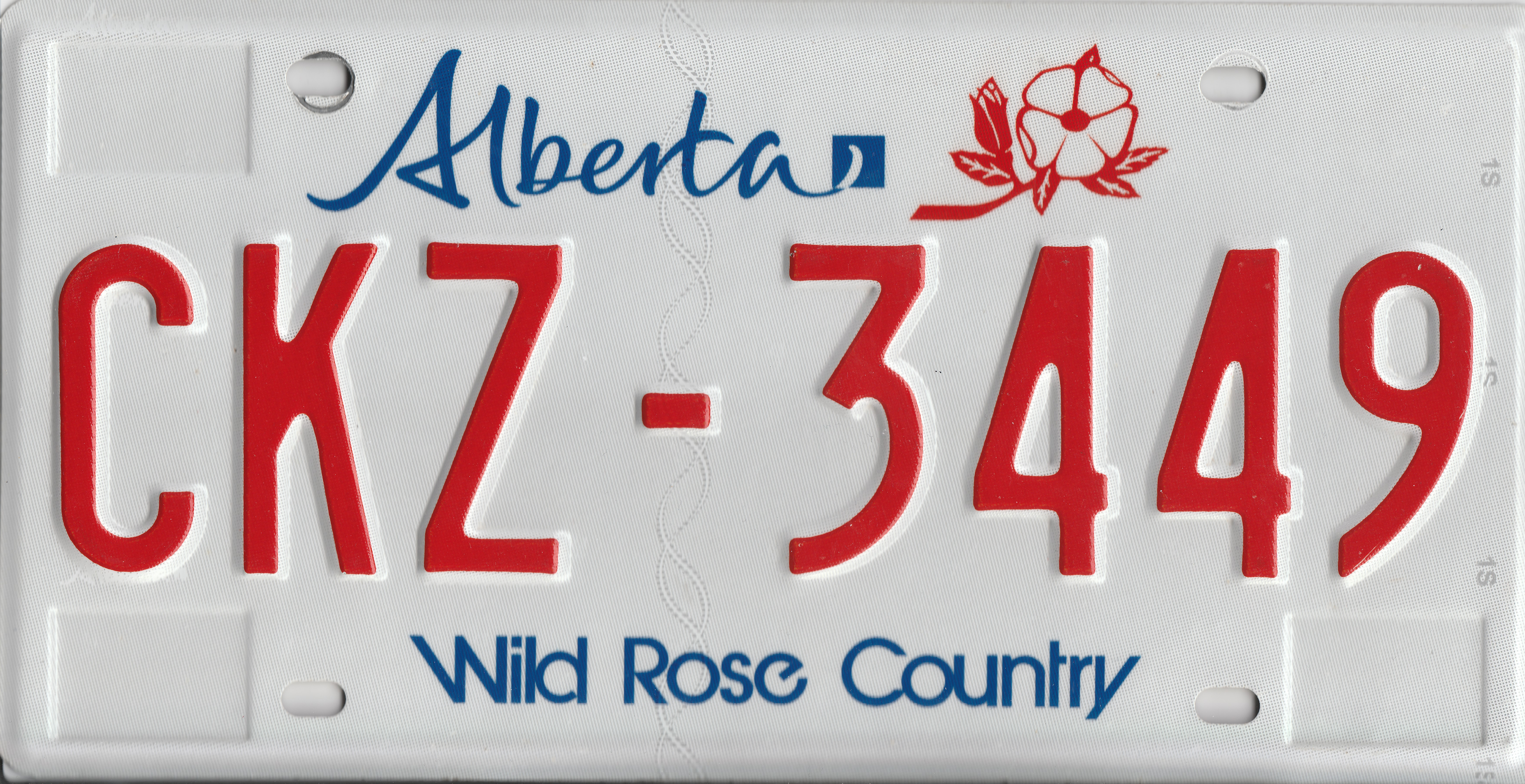
Model actual de matrícula introduït el 2010.

Les plaques de matrícula dels vehicle d'Alberta es componen des del 2010 d'un sistema aleatori de combinació alfanumèrica formada per set caràcters, tres lletres i quatre xifres separades per un guionet (ex. ABC-1234). Els caràcters són de color vermell sobre un fons blanc. Centrat a la part superior i al costat de l'emblema florar de la província, la rosa salvatge (Rosa acicularis) apareix en color blau el nom de l'estat, "Alberta" i a la inferior el lema "Wild Rose Country".
Des de l'any 1992 només és obligatori portar la matrícula posterior.

## Històriques
La província va exigir per primera vegada als seus residents que registressin els seus vehicles de motor el 1906. Els mateixos propietaris proporcionaven la matrícula que s'exibia al vehicle fins al 1912, any en què la província va començar a emetre les plaques.

### Models de 1912 fins 1924
| Imatge | Data d'expedició | Disseny                                                                                       | Lema        | Combinació utilitzada | Notes |
| ------ | ---------------- | --------------------------------------------------------------------------------------------- | ----------- | --------------------- | --- |
|        | 1912             | Caràcters en blanc sobre fons blau marí. En vertical "ALTA" a l'esquerra i "1912" a la dreta. | Sense lema. | 1234                  | L'any de validesa de la de la llicència és el 31 de desembre, i continua així fins al 1936. La placa és de ceràmica.                                          |
|        | 1913             | Caràcters en blanc sobre fons vermell. "ALTA." i "1913." a l'esquerra.                        | Sense lema. | 1234                  | S'afegeix l'escut de la província a l'esquerra. |
|        | 1914             | Caràcters en negre sobre fons groc. "ALTA." i "1914." a l'esquerra.                           | Sense lema. | 1234                  | Manté l'escut de la província a l'esquerra. |
|        | 1915             | Caràcters en negre sobre fons groc. "ALTA." i "1915." a l'esquerra.                           | Sense lema. | 1234                  | Última placa amb l'escut de la província. |
|        | 1916             | Caràcters en blau sobre fons blanc. "ALTA" i "1916" a la dreta.                               | Sense lema. | 12345                 | Desapareix l'escut de la província. |
|        | 1917             | Caràcters en negre sobre fons groc. "ALTA" i "1917" a la dreta.                               | Sense lema. | 12345                 | |
|        | 1918             | Caràcters en negre sobre fons blanc. "ALTA" i "1918" a la dreta.                              | Sense lema. | 12345                 | Primeres plaques en relleu. |
|        | 1919             | Caràcters en negre sobre fons blanc. "ALTA" i "1919" a la dreta.                              | Sense lema. | 12345                 | |
|        | 1920             | Caràcters en blanc sobre fons verd. "ALTA" i "1920" a la dreta.                               | Sense lema. | 12345                 | Primeres plaques amb vora. |
|        | 1921             | Caràcters en groc sobre fons negre. "ALTA" i "1921" a la dreta.                               | Sense lema. | 12·345                | Entre el 1921 i 1924 s'utilitzen diferent mides de placa, depenent de la longitud de la sèrie. També s'utilitza per primer cop guionets per separat la sèrie. |
|        | 1922             | Caràcters en groc sobre fons negre. "ALTA" i "1922" a la dreta.                               | Sense lema. | 12·345                | |
|        | 1923             | Caràcters en blanc sobre fons blau. "ALTA" i "1923" a la dreta.                               | Sense lema. | 12·345                | |
|        | 1924             | Caràcters en vermell sobre fons blanc. "ALTA" i "1924" a la dreta.                            | Sense lema. | 12·345                | |

### Models de 1925 fins 1951
| Imatge | Data d'expedició | Disseny                                                                                 | Lema                   | Combinació utilitzada | Notes |
| ------ | ---------------- | --------------------------------------------------------------------------------------- | ---------------------- | --------------------- | --- |
|        | 1925             | Caràcters en groc sobre fons negre. "ALBERTA-25" a baix.                                | Sense lema.            | 12·345                | Primera placa que afegeix el nom de la província. |
|        | 1926             | Caràcters en negre sobre fons groc. "ALBERTA-26" a baix.                                | Sense lema.            | 12·345                | |
|        | 1927             | Caràcters en negre sobre fons blanc. "ALBERTA-27" a baix.                               | Sense lema.            | 12·345                | |
|        | 1928             | Caràcters en blanc sobre fons blau marí. "ALBERTA-28" a baix.                           | Sense lema.            | 12·345                | |
|        | 1929             | Caràcters en negre sobre fons groc. "ALBERTA-29" a baix.                                | Sense lema.            | 123·456               | Aquest any s'arriben a utilitzar 6 xifres. |
|        | 1930             | Caràcters en blanc sobre fons verd fosc. "ALBERTA-30" a baix.                           | Sense lema.            | 12·345                | |
|        | 1931             | Caràcters en blanc sobre fons blau. "ALBERTA-31" a dalt.                                | Sense lema.            | 12·345                | |
|        | 1932             | Caràcters en negre sobre fons blanc. "ALBERTA-32" a baix.                               | Sense lema.            | 12·345                | |
|        | 1933             | Caràcters en blau sobre fons groc. "ALBERTA-33" a dalt.                                 | Sense lema.            | 12·345                | |
|        | 1934             | Caràcters en blanc sobre fons vermell. "ALBERTA-34" a baix.                             | Sense lema.            | 12·345                | |
|        | 1935             | Caràcters en blanc sobre fons vermell. "ALBERTA-35" a dalt.                             | Sense lema.            | 12·345                | |
|        | 1936             | Caràcters en groc sobre fons negre. "ALBERTA-36" a baix.                                | Sense lema.            | 12·345                | |
|        | 1937             | Caràcters en negre sobre fons groc. "ALBERTA" a dalt i "EXPIRES MARCH 31-38" a baix.    | Sense lema.            | 12·345                | Es canvia l'any de validesa de la llicència a l'1 d'abril, i continua així fins al 1984.                                                                   |
|        | 1938             | Caràcters en vermell sobre fons blanc. "ALBERTA" a dalt i "EXPIRES MARCH 31-39" a baix. | Sense lema.            | 12·345                | |
|        | 1939             | Caràcters en negre sobre fons blanc. "ALBERTA" a dalt i "EXPIRES MARCH 31-40" a baix.   | Sense lema.            | 12·345                | |
|        | 1940             | Caràcters en negre sobre fons groc. "ALBERTA" i "EX 31·3·41" a dalt.                    | "DRIVE SAFELY" a baix. | 12·345                | S'introdueix el lema a sota. |
|        | 1941             | Caràcters en blanc sobre fons negre. "ALBERTA" i "EX 31·3·42" a baix.                   | "DRIVE SAFELY" a dalt. | 12·345                | |
|        | 1942             | Caràcters en blanc sobre fons blau marí. "ALBERTA" i "EX 31·3·43" a dalt.               | "CANADA" a baix.       | 12·345                | |
|        | 1943-44          | Caràcters en negre sobre fons groc. "ALBERTA" i "EX 31·3·44" a dalt.                    | Sense lema             | 12·345                | Per afavorir l'estalvi de metall degut a la Segona Guerra Mundial, la placa de 1943 es va revalidar fins al 31 de març de 1945, amb adhesius al parabrisa. |
|        | 1945             | Caràcters en carabassa sobre fons negre. "ALBERTA" i "EX 31·3·46" a baix.               | Sense lema             | 12·345                | |
|        | 1946             | Caràcters en verd sobre fons blanc. "ALBERTA" i "EX 31·3·47" a dalt.                    | Sense lema             | 12·345                | |
|        | 1947             | Caràcters en blanc sobre fons negre. "ALBERTA" i "EX 31·3·48" a baix.                   | Sense lema             | 123·456               | A partir d'aquest any s'utilitzen 6 xifres. |
|        | 1948             | Caràcters en negre sobre fons blanc. "ALBERTA" i "EX 31·3·49" a baix.                   | Sense lema             | 123·456               | |
|        | 1949             | Caràcters en vermell sobre fons blanc. "ALBERTA" i "EX 31·3·50" a dalt.                 | Sense lema             | 123·456               | |
|        | 1950             | Caràcters en blanc sobre fons blau. "ALBERTA" i "EX 31·3·51" a baix.                    | Sense lema             | 123·456               | |
|        | 1951             | Caràcters en negre sobre fons groc. "ALBERTA" i "EX 31·3·52" a dalt.                    | Sense lema             | 123·456               | |

### Models de 1952 fins 1972
| Imatge | Data d'expedició | Disseny                                                                                  | Lema        | Combinació utilitzada | Notes |
| ------ | ---------------- | ---------------------------------------------------------------------------------------- | ----------- | --------------------- | --- |
|        | 1952–53          | Caràcters en blanc sobre fons negre. "ALBERTA" a baix esquerra i "53" a la dreta.        | Sense lema. | 12A34 1A234           | S'introdueix la placa de mides estàndard 6x12 polzades (15x30cm) La lletra Q no es va utilitzar, mentre que les lletres I i O tenien una mida més petita per evitar confusions amb les xifres 1 i 0.             |
|        | 1954             | Caràcters en negre sobre fons carabassa. "ALBERTA" a baix i "54" a la dreta.             | Sense lema. | AB 123                | S'introdueix aquesta combinació. |
|        | 1955             | Caràcters en groc sobre fons negre. "ALBERTA" a baix i "55" a la dreta.                  | Sense lema. | AB-123                | |
|        | 1956             | Caràcters en vermell sobre fons blanc. "ALBERTA" a dalt i "1956" a baix.                 | Sense lema. | AB 123                | |
|        | 1957             | Caràcters en blau sobre fons blanc. "ALBERTA" a baix i "1957" a dalt.                    | Sense lema. | AB 123                | |
|        | 1958             | Caràcters en negre sobre fons groc. "ALBERTA" a dalt i "1958" a baix.                    | Sense lema. | AB 123                | |
|        | 1959             | Caràcters en verd sobre fons blanc. "ALBERTA" a baix i "1959" a dalt.                    | Sense lema. | AB 123                | |
|        | 1960             | Caràcters en blanc sobre fons vermell. "ALBERTA" a dalt i "1960" a baix.                 | Sense lema. | AB 1234               | S'introdueix una xifra més a la combinació. |
|        | 1961             | Caràcters en blau sobre fons groc. "ALBERTA" a baix i "1961" a dalt.                     | Sense lema. | AB 1234               | |
|        | 1962             | Caràcters en blanc sobre fons verd. "ALBERTA" a dalt i "1962" a baix.                    | Sense lema. | AB 1234               | |
|        | 1963             | Caràcters en negre sobre fons blanc. "ALBERTA" a baix i "1963" a dalt.                   | Sense lema. | AB 1234               | |
|        | 1964             | Caràcters en blanc sobre fons blau marí. "ALBERTA" a baix esquerra i "1964" a la dreta.  | Sense lema. | AB-12-34              | S'introduieix un guionet que separa les xifres en dos grups. De 1964 a 1972, només B, C, E, H, J, K, L, N, R, T, X i Z es van utilitzar com a primera lletra, amb quatre d'aquestes lletres assignades cada any. |
|        | 1965             | Caràcters en vermell sobre fons blanc. "ALBERTA" a baix dreta i "1965" a l'esquerra.     | Sense lema. | AB-12-34              | |
|        | 1966             | Caràcters en blau sobre fons blanc. "ALBERTA" a baix esquerra i "1966" a la dreta.       | Sense lema. | AB-12-34              | |
|        | 1967             | Caràcters en verd sobre fons blanc. "ALBERTA" a baix dreta i "1867*1967" a l'esquerra.   | Sense lema. | AB-12-34              | Commemoració del centenari de la Confederació Canadenca. |
|        | 1968             | Caràcters en blanc sobre fons verd. "ALBERTA" i "1968" tant a la dreta com a l'esquerra. | Sense lema. | AB-12-34              | |
|        | 1969             | Caràcters en groc sobre fons negre. "ALBERTA" a baix dreta i "1969" a l'esquerra.        | Sense lema. | AB-12-34              | |
|        | 1970             | Caràcters en blanc sobre fons blau marí. "ALBERTA" a baix esquerra i "1969" a la dreta.  | Sense lema. | AB-12-34              | |
|        | 1971             | Caràcters en blanc sobre fons verd. "ALBERTA" a baix dreta i "1969" a l'esquerra.        | Sense lema. | AB-12-34              | |
|        | 1972             | Caràcters en blanc sobre fons blau marí. "ALBERTA" a baix esquerra i "1969" a la dreta.  | Sense lema. | AB-12-34              | |

### Models de 1973 fins avui dia
| Imatge | Data d'expedició    | Disseny                                                                                                 | Lema                                        | Combinació utilitzada                                                                                                  | Notes |
| ------ | ------------------- | --- | ------------------------------------------- | --- | --- |
|        | 1973–1974           | Caràcters en carabassa sobre fons blau marí. "Alberta" centrat a baix.                                  | "WILD ROSE COUNTRY" centrat a dalt.         | AB-12-34 amb B, C, E, H, K i L utilitzades com a primera lletra.                                                       | Introducció del lema "Wild Rose Country". |
|        | Finals 1983–2010    | Caràcters en vermell sobre fons blanc. "Alberta" en blau centrat a dalt i una rosa vermella a la dreta; | "Wild Rose Country" en blau centrat a baix. | ABC-123 (les lletres I, O i Q no es van utilitzar en aquest format, i A, E, U i Y només es van utilitzar des del 1997) | El 1983 s'introdueix el disseny actual. El 1993 s'introduerixen les plaques no reflectants com a mesura d'estalvi de costos. El 1999 s'introdueixen les plaques fetes en alumini a causa de l'escassetat d'acer. |
|        | 1975–1984           | Caràcters en negre sobre fons groc. "Alberta" centrat a baix.                                           | "WILD ROSE COUNTRY" centrat a dalt.         | ABC-123 | Només s'utilitzen 15 lletres (B, C, D, F, G, H, J, K, L, N, P, R, T, V i X), més tard se n'afegeixen més només com a primer caràcter de la combinació.                                                           |
|        | Juny 2010– avui dia | Es manté el mateix disseny.                                                                             | "Wild Rose Country" en blau centrat a baix. | ABC-1234 (les lletres A, E, I, O, Q i U no s'utilitzen)                                                                | El 2019 s'introdueix un nou disseny del nom de l'estat. A partir del 2021, els adhesius de caducitat de mes i any ja no son necessaris.                                                                          |

## Altres tipus

### Personalitzades
Alberta va emetre plaques personalitzades per primera vegada el 1985. A partir del 2018, se 'nhan emès més de 80.000. Totes les configuracions de matrícules personalitzades han de complir els estàndards establerts pel govern d'Alberta.

### Especials
Llista amb els models especials de matrícula disponibles a la província d'Alberta:
| Imatge | Tipus                        | Data d'expedició            | Combinació utilitzada        | Combinacions emeses                  | Notes |
| ------ | ---------------------------- | --------------------------- | ---------------------------- | ------------------------------------ | --- |
|        | Support Our Troops           | 22 juliol 2014 – avui dia   | AB1234                       | AA0000 fins AG0099 (28 juny 2023)    | Premiada com a "Placa de l'Any" a la millor matrícula nova del 2014 per l'estatunidenca Associació de Col·leccionistes de Matrícules d'Automòbils (ALPCA), fou el primer cop que Alberta va rebre aquest reconeixement. |
|        | Calgary Flames               | 19 novembre 2018 – avui dia | FB1234                       | FA0000 fins FB0299 (3 desembre 2023) | |
|        | Edmonton Oilers              | 19 novembre 2018 – avui dia | DB1234                       | DA0000 fins DB6699 (3 desembre 2023) | |
|        | Veterà de les forces armades | 2005-avui dia               | VBC12                        | VAA00 fins VRY99 (3 desembre 2023)   | |
|        | XV Winter Olympic Games      | 1988                        | Només com a placa davantera. | N/A                                  | Només apta per utilitzar-la com a placa davantera durant l'any 1988. La placa posterior havia de ser el model estàndard.                                                                                                |

### Motocicletes
Des del 2010 la placa per a quads segueix el disseny de la dels automòbils, és a dir, caràcters vermells sobre un fons blanc, però la combinació està formada per tres lletres i dues xifres (ex. ABC12). El mes i l'any de caducitat s'indica amb un adhesiu a la part inferior de la placa.

### Quadricicle
Del 1984 al 1990 la placa per a motocicletes segueix el disseny de la dels automòbils, és a dir, caràcters vermells sobre un fons blanc, però la combinació està formada per la lletra Z seguida de dues consonants més i tres xifres (ex. ZBC·123). La combinació exclou les vocals.

### Trailers
Des del 1984 la placa per als remolcs de grans dimensions segueix el disseny de la dels automòbils, és a dir, caràcters vermells sobre un fons blanc, però la combinació està formada per una xifra, dues lletres i 3 xifres (ex. 1AB2-34). Porta l'adhesiu corresponent als trailers.

### Vehicles històrics
Des del 2019 la placa per a vehicles històrics segueix el disseny de la dels automòbils, és a dir, caràcters vermells sobre un fons blanc, però la combinació està formada només per cinc xifres (ex. 12345) i amb les paraules "ANTIQUE AUTO" a la part superior dreta.

### Diplomàtiques
Des del 1984 la placa per a vehicles diplomàtics segueix el disseny de la dels automòbils, és a dir, caràcters vermells sobre un fons blanc, però la combinació està formada per les lletres CC seguides de quatre xifres (ex. CC-1234) i amb les paraules "CONSULAR CORPS" a la part superior dreta.

### Concessionari
Des del 1984 la placa pels vehicles de concessionari segueix el disseny de la dels automòbils, és a dir, caràcters vermells sobre un fons blanc, però la combinació està formada per la lletra D o M seguida de cinc xifres (ex. M12345).